# Flens-Arena

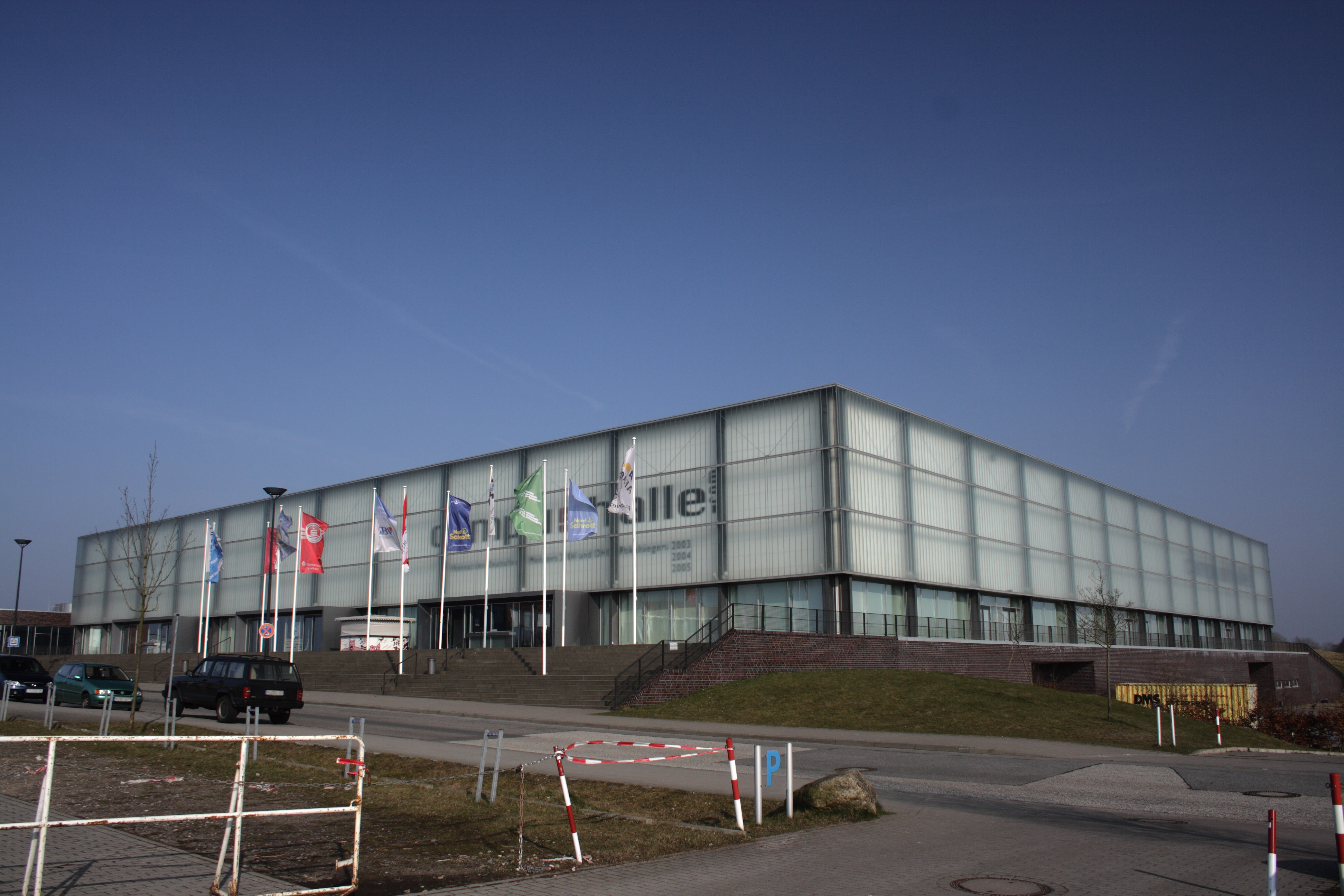
Flens-Arena, dåvarande Campushalle, 2009.

Flens-Arena (före detta Campushalle) är en idrottshall i Flensburg i Tyskland. Den har kapacitet för 6 500 åskådare och är hemmaarena för handbollslaget SG Flensburg-Handewitt.